# 1958 TL1
1958 TL1 är en asteroid i huvudbältet som upptäcktes den 8 oktober 1958 av Lowell-observatoriet i Flagstaff.
Asteroiden har en diameter på ungefär 20 kilometer.